# Jan Langlet
Jan Tore Alexander Langlet (uttalas [langlé]), född 24 januari 1918 i Göteborg, död 26 februari 1976 i Hägersten, Stockholm, var en svensk målare och tecknare. Han var son till Alexander Langlet.
Langlet studerade vid Valands konstskola i Göteborg samt hos Isaac Grünewald och Högre konstindustriella skolan i Stockholm. Han var verksam som målare och tecknare och är representerad på Eskilstuna museum.